# Anne Vyalitsyna
Anne Vyalitsyna (en russe : Анна Сергеевна Вьялицына ; en français : Anna Sergueïevna Vialitsyna), née le 19 mars 1986 à Gorki (RSFS de Russie), est un mannequin russe. Elle est surnommée Anne V. Elle est principalement connue pour avoir figuré durant six années consécutives dans les pages du magazine Sports Illustrated Swimsuit Issue.

## Biographie
Son père est médecin pour une équipe de football et sa mère est pédiatre. Anne commence sa carrière de mannequin à l'âge de quinze ans quand l'agence IMG Models la repère à Saint-Pétersbourg grâce à un concours de mode organisé par MTV qu'elle remporte. Elle signe ensuite un contrat avec IMG Paris puis IMG New York.

## Carrière
Six mois après sa victoire, elle pose pour Anna Molinari, Chloé et Sportmax. En 2005, elle commence à poser pour le magazine Sports Illustrated. En 2008, 2010 et 2011, elle défile pour Victoria's Secret.
Elle apparaît en couverture des magazines de mode Vogue (Grèce, Mexique, Russie, Espagne), Elle, Glamour, i-D et Numéro.
En 2004, elle fait ses débuts en tant qu'actrice en jouant le rôle d'une groupie dans le clip musical d'Alanis Morissette pour le single Out Is Through.
En 2013, elle apparaît dans le film Die Hard : Belle journée pour mourir. La même année, elle fait partie du jury du concours Miss Univers.

### Ses campagnes publicitaires
Belstaff, Calvin Klein (underwear), Carolina Herrera, Chanel (Parfum Chance), Chloé, D&G, Diesel, DKNY, Escada, Esprit, Gap, Hugo Boss, Iceberg, Louis Vuitton, Mango, Miss Sixty, Pantene Pro-V, Pepe Jeans, Ralph Lauren, Revlon, Sonia Rykiel for H&M, Tommy Hilfiger, United Colors of Benetton, Victoria's Secret, Zara, etc[réf. nécessaire].

## Vie privée
Anne a été la compagne d'Adam Levine, le chanteur du groupe Maroon 5, d'avril 2010 à mars 2012,. Elle est d'ailleurs apparue dans les clips Misery (2010) et Never Gonna Leave This Bed (2010) de Maroon 5.
Elle a, ensuite, été en couple avec le joueur de baseball américain, Matt Harvey, de mai 2013 à février 2014,.
Depuis 2014, elle est en couple avec Adam Cahan, le vice-président de la société américaine Yahoo!, de quatorze ans son aîné.
Ensemble, ils ont une fille prénommée Alaska née en juin 2015. Ils se séparent en 2018.